# Авгіт
Авгі́т (від грец. αύγή — блиск, позаяк кристали цього мінералу часто мають блискучі грані) — породотвірний мінерал класу силікатів, підкласу іносилікатів, з родини піроксенів, група клінопіроксенів.

## Загальний опис
За хімічним складом Ca(Mg, Fe, Al) [(Si Al)2O6].
Моноклінний алюмініїстий піроксен (Са, Mg, Fe2+, Fe3+, Al, Ti)2[(Si, А1)2О6]. Склад змінний; постійно присутні SiO2 (бл. 50 %), Al2O3, FeO, Fe2O3 та ТіО2. Домішки Na, К, Mn, рідше Ni, V, Cr.
Колір від зеленого до чорного, блиск скляний, сингонія моноклінна, твердість 5—6. Густина 3,3-3,5. Кристали коротко-призматичні, таблитчасті з восьмикутним поперечним перетином; характерні двійники типу «ластівчиний хвіст». Спостерігається чітка окремість. Спайність досконала. Зустрічається у високотемпературних магматичних утвореннях, переважно у жильних і вивержених гірських утвореннях, а іноді на контакті з вапняком разом з олівіном, піроксенами та нефеліном. Утворює вкраплення в лавах, зернисті аґреґати.
Найчастіше зустрічається в ефузивних породах основного складу, напр. в нефелінових сієнітах Ільменських гір, амфіболових сієнітах Приазов'я та ін. А. легко утворюється штучно, входить до складу багатьох шлаків.
Є в межах Українського щита, у Чивчинських горах та на Донбасі.

## Різновиди
Розрізняють:
- авгіт базальтичний (відміна авгіту буро-червоного кольору, яка містить титан і марганець; зустрічається в ефузивах);
- авгіт-бронзит (відміна гіперстену проміжного складу — між гіперстеном і авгітом);
- авгіт ванадіїстий (діопсид ванадіїстий);
- авгіт залізистий (відміна авгіту, яка містить до 26 % FeO);
- авгіт залізний (відміна авгіту, яка містить до 13 % Fe2O3);
- авгіт корейський (авгіт з лужних трахітів Кореї);
- авгіт листуватий (діалаг);
- авгіт лужний (відміна авгіту, яка містить понад 2 % Na2O);
- авгіт магніїстий (відміна авгіту, багата на Mg; вміст MgO до 18 %);
- авгіт натріїстий (те ж саме, що авгіт лужний);
- авгіт раковистий (авгіт базальтичний);
- авгіт субкальціїстий (відміна авгіту, яка містить менше 11 % СаО);
- авгіт титановий (відміна авгіту, яка містить до 5 % TiO2);
- авгіт хромистий (відміна авгіту з олівінових вивержених порід, що містить до 3 % Cr2O3).